# Odo I de Troyes
Odo (sau Eudes) I (d. 10 iunie 871) a fost conte de Troyes de la 852 la 859.
Originile lui Odo nu sunt cunoscute cu certitudine. Onomastica l-ar plasa în extinsa familie a contelui Odo I de Orléans. Cele mai recente studii îl consideră drept fiu al contelui Robert de Oberrheingau și Wormsgau cu Waldrada, fiică a lui Odo de Orléans. Dacă această ultimă ipoteză este adevărată, el a fost fratele mai mare al lui Robert cel Puternic, margraf de Neustria.
Ca și ceilalți membri ai familiei, Odo a fost un susținător loial al lui Carol cel Pleșuv. Deși înzestrat cu moșii în Austrasia, ca și fratele său Robert, el le-a abandonat după tratatul de la Verdun din 843, cu scopul de a se ralia lui Carol cel Pleșuv, aflat în Neustria. În 846, i s-au conferit domenii în regiunea Châteaudun, a fost numit conte de Anjou, și s-a căsătorit cu Wandilmodis.
În 852, după moartea contelui Aleran de Troyes, Odo a fost numit să ocupe poziția rămasă vacantă, iar fratele său Robert i-a succedat în Anjou. În 858, Carol l-a numit pe fiul său Ludovic cel Gângav la conducerea ducatus Cenomannicus iar Robert, iritat de pierderea sa de influență în regiune, s-a revoltat și a solicitat sprijinul lui Ludovic Germanul. Odo i s-a alăturat curând. Cei doi frați au fost ca urmare alungați din stăpânirile lor, iar Troyes a fost confiscat și încredințat lui Rudolf.
S-ar putea ca Odo să fi recuperat Troyes după moartea lui Rudolf (866), însă este incert. În orice caz, fratele său s-a supus în 861 și a reprimit în schimb Marca de Neustria. Fiul eponim al lui Odo a fost născut în Troyes în 876. Cu Wandilmodis, Odo a avut trei copii:
- Odo, succesor la conducerea comitatului de Troyes
- Robert, de asemenea devenit conte de Troyes
- o fiică al cărei nume este necunoscut, căsătorită cu Emenon, conte de Poitou